# Thérèse Levasseur

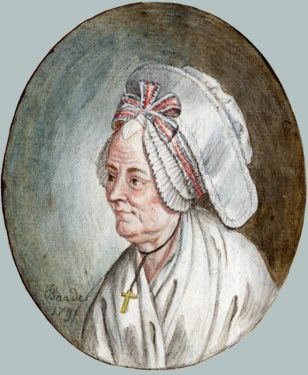
Thérèse Levasseur aquarel van Johann Michael Baader 1791

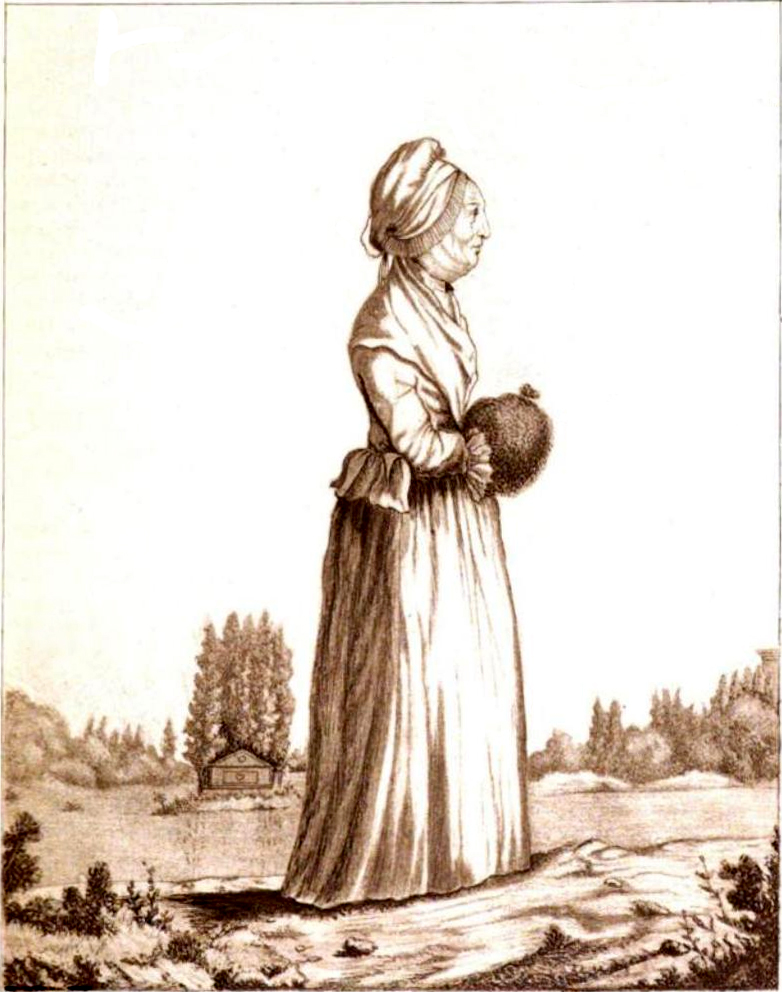
Thérèse Levasseur op het Populiereneiland in het Park van Ermenonville. Naar een Sepia door Caroline Naudet.

Thérèse Levasseur of Marie-Thérèse Le Vasseur (Orléans, 21 september 1721 – Le Plessis-Belleville, 12 juli 1801), was de levenspartner van de Franse filosoof Jean-Jacques Rousseau. Zij leerden elkaar kennen in 1745 en bleven tot aan zijn dood in 1778 bij elkaar. Rousseau noemt haar in zijn autobiografie Bekentenissen Thérèsa le Vasseur.
Hij ontmoette haar in een hotel waar hij logeerde en waar zij een wasvrouw en kamermeisje was. Van origine was zij een naaister. Levasseur schreef fonetisch. Ze zou nooit goed hebben leren klok te kijken en heeft nooit alle maanden van het jaar kunnen onthouden. Volgens Rousseau kon zij ook niet rekenen. Hij prees haar zuiver karakter en dat zij nooit boos werd. 
Tussen 1747 en 1752 kreeg zij van Rousseau vijf kinderen, die door de vader werden weggedaan naar een vondelingentehuis. Hij probeerde dit geheim te houden, maar het werd in 1764 onthuld door Voltaire in diens polemiek met Rousseau. Rousseau gaf in zijn postume Bekentenissen toe dat hij de vijf kinderen tegen de wil van hun moeder in het Parijse Hôpital de Enfants-Trouvés had geplaatst. Hij erkende dat het fout was geweest, maar riep in dat hij hen, bij gebrek aan middelen om hen zelf groot te brengen, een heilzame staatsopvoeding tot arbeider of boer had geschonken. Veel waarschijnlijker is dat ze de instelling van zijn keuze – waar alleen al voor het eerste levensjaar 70% mortaliteit heerste – niet overleefden, wat zou verklaren waarom er nadien niets meer van hen is vernomen.
Op 29 augustus 1768 trouwden Levasseur en Rousseau in Bourgoin, maar het huwelijk was ongeldig omdat het voor protestanten en rooms-katholieken verboden was met elkaar te trouwen zonder toestemming van de paus. 
Na het overlijden van Rousseau kon zij redelijk onbekommerd leven van de auteursrechten op zijn deels postuum verschenen werken die in Frankrijk ten tijde van de Franse Revolutie een grote populariteit genoten. 
Een jaar na Rousseaus dood wilde zij trouwen met de 34-jarige Jean-Henri Bally, de huisknecht van de markies René-Louis de Girardin, bij wie zij en Rousseau tot aan zijn dood korte tijd gewoond hadden. Zij zag onmiddellijk van het huwelijk af toen haar werd uitgelegd dat zij haar aanspraken op de rechten van de publicaties van Rousseau zou verspelen. Zij woonde wel samen met Bally, ondanks kritiek op haar gedrag. Het graf van Rousseau bleef zij jarenlang bezoeken in het Park van Ermenonville tot zijn stoffelijk overschot in 1794 naar het Pantheon in Parijs overgebracht werd.
Volgens Damrosch overleed zij in 1801 in extreme armoede. Er was afgesproken dat zij een jaarlijkse uitkering zou krijgen, maar die werd niet altijd uitbetaald.

## Trivia
- In Alaska is een 1253 meter hoge berg officieus naar haar vernoemd; Mt. Lavasseur. De berg ligt nabij Rousseau Peak.[8]